# James Michael McAdoo
Pour les articles homonymes, voir McAdoo.
James Michael Ray McAdoo, né le 4 janvier 1993 à Norfolk en Virginie, est un joueur américain de basket-ball.

## Biographie
Il participe à la NBA Summer League 2014 avec les Warriors de Golden State. Plus tard, il signe un contrat avec les Warriors mais ces derniers résilient son contrat. En novembre 2014, il signe aux Warriors de Santa Cruz, une franchise de NBA Development League.
Le 19 janvier 2015, il signe un contrat de dix jours avec Golden State mais il n'est pas conservé dans l'effectif et retourne aux Warriors de Santa Cruz. Mais, le 2 février 2015, il signe un second contrat de dix jours avec la franchise californienne. Il est par ailleurs le neveu de l'ancien grand joueur NBA Bob McAdoo.